# Birthday Honours
Birthday Honours je v některých zemích Commonwealthu označení pro udělování vyznamenání a medailí během oficiálních oslav narozenin panovníka. Vyznamenání jsou předávána monarchou nebo jeho zástupcem a spolu s Novoročními vyznamenáními jsou udělována každoročně. Všechna královská vyznamenání jsou zveřejněna v příslušném věstníku a denním tisku každé oblasti.
Vyznamenání jsou udělována na panovníkovy narozeniny od roku 1885, v době vlády královny Viktorie. Narozeniny jejího nástupce, Krále Edwarda VII (vládl 1901-1910), připadly na 9. listopadu 1901. Po roce 1908 byly oficiální narozeniny ve Spojeném království přesunuty na první, druhou, nebo třetí sobotu v červnu. Ostatní oblasti Commonwealthu slaví oficiální narozeniny v různé dny (obvykle koncem května nebo začátkem června). Vyznamenání jsou udělována odpovídajícím způsobem.